# Storögd kornlöpare
Storögd kornlöpare (Amara cursitans) är en skalbaggsart som beskrevs av Zimmermann 1832. Storögd kornlöpare ingår i släktet Amara, och familjen jordlöpare. Arten är reproducerande i Sverige.